# セロフ

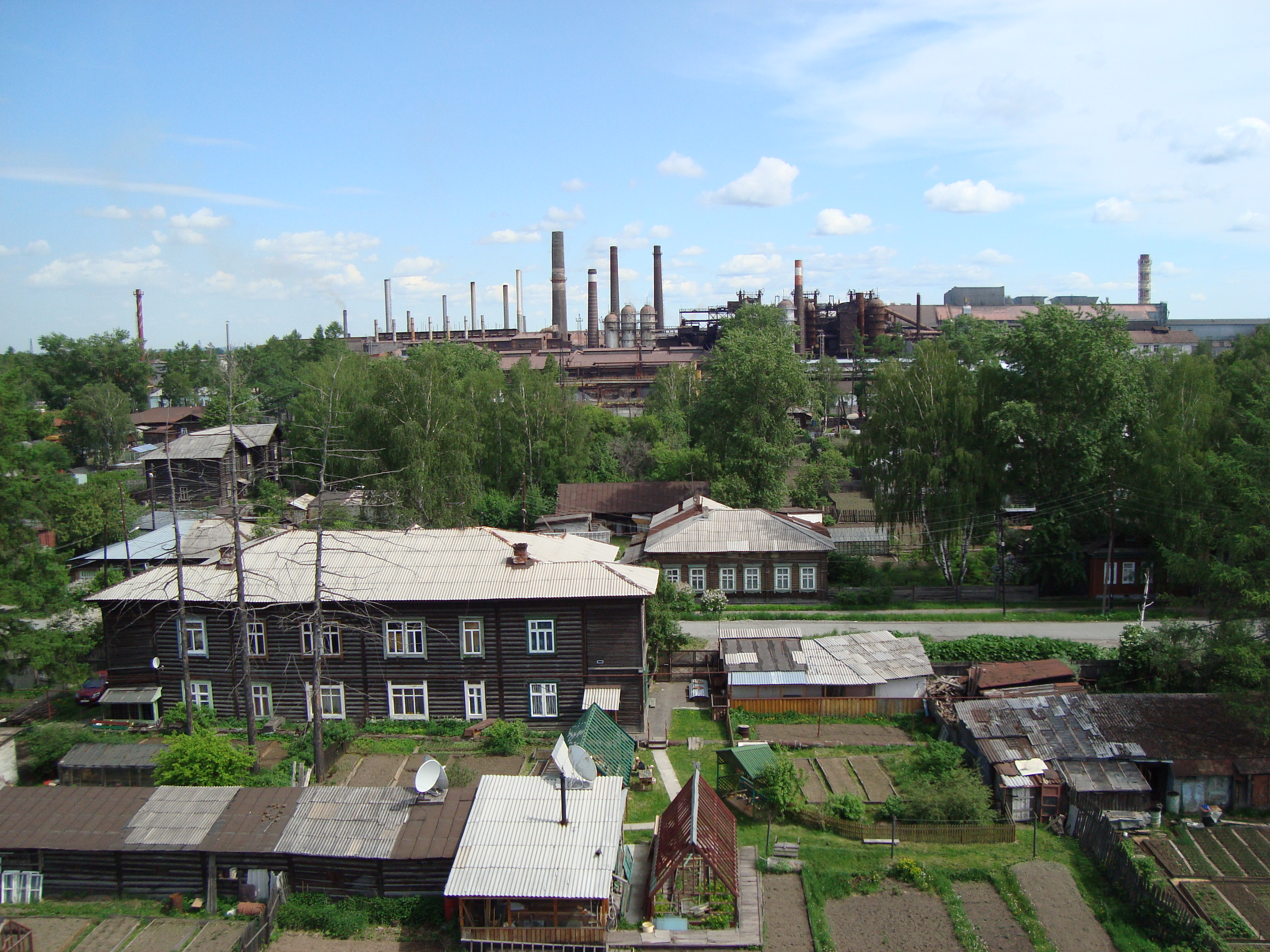
セロフ精錬所

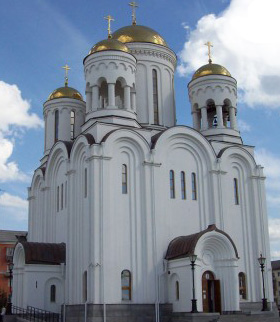
セロフの受胎告知教会

セロフ(Серо́в)は、ロシアのスヴェルドロフスク州にある都市。人口は9万4211人（2021年）。
スヴェルドロフスク州の北部にあり、北ウラルと中央ウラルを隔てているウラル山脈の東斜面上に位置する。市内には、オビ川流域に属するソスワ川（Сосьвы）の右支流であるカクヴァ川（Каква）が流れる。市中心部から州都エカテリンブルクへは鉄道で388km、高速道路で344km離れている。